# Santuario della Madonna delle Grazie (Colle di Val d'Elsa)
Il Santuario della Madonna delle Grazie è un luogo di culto cattolico che si trova lungo la via Volterrana nella frazione Le Grazie, nel comune di Colle di Val d'Elsa, in provincia di Siena, all'interno del territorio dell'arcidiocesi di Siena-Colle di Val d'Elsa-Montalcino.

## Storia
In origine il santuario fu un oratorio fatto costruire dai fratelli Iacopo (o Jacopo Luci) e Luparello Luci nel XV secolo, forse su una preesistente struttura del XIV secolo. Nel XV secolo, Alberto di Gregorio Luci fece costruire l'Altare maggiore intagliato di legno. L'oratorio fu ampliato e trasformato in un convento nel 1501 dal nipote di Luparello, Giovanni Luci di Antonio.
Fino al 1570 il convento ospitò l'ordine mendicante dei padri Amedeisti (Minori Osservanti di San Francesco), e quando quell'ordine fu soppresso per volontà di papa Pio V, passò per decisione del comune di Colle ai padri leccetani (Padri Agostiniani della congregazione di Lecceto, vicino a Siena). I leccetani mantennero il controllo del convento fino al 1783, anno delle soppressioni leopoldine.
In occasione delle soppressioni leopoldine, il convento di Santa Maria delle Grazie fu degradato a parrocchia, aggregando al titolo di Santa Maria delle Grazie quello di Sant'Andrea a Strada, antica chiesa sotto il patronato della famiglia Luci nella vicina frazione di Sant'Andrea, menzionata in alcune bolle pontificie indirizzate agli ecclesiastici di Colle, tra i quali nel 1112 Teuzzone, arciprete di Colle e pievano d'Elsa. San'Andrea a Strada venne soppressa e parzialmente demolita, e ricostruita in seguito.

## Descrizione

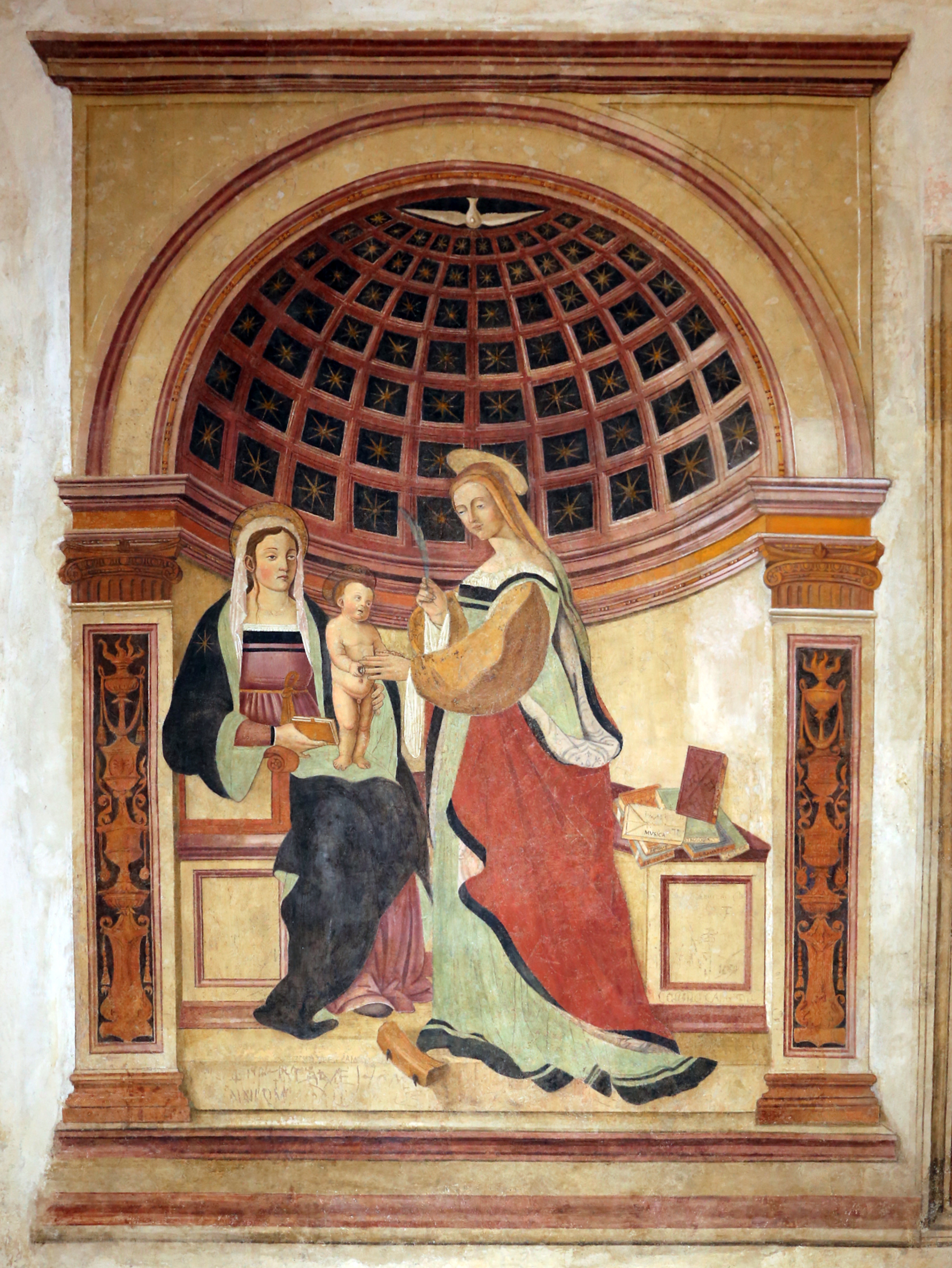
Giovanni Maria Tolosani, Madonna col Bambino e santa Caterina

La facciata della chiesa è a capanna, con paramento murario in laterizio. Al centro, si trova il portale con cornice in pietra e lunetta semicircolare, sormontato da un piccolo rosone circolare cinto da una ghirlanda in ceramica di scuola robbiana, risale al periodo rinascimentale.
All'interno vi è un ciclo di affreschi di scuola fiorentina del XVI secolo; una Madonna con Bambino e santa Caterina d'Alessandria,  san Giorgio e santa Caterina d'Alessandria,  i santi Sebastiano e Rocco, ed una Madonna con Bambino con sant' Antonio Abate. Tra le pitture degli altari, una Madonna con Bambino ed i santi Agostino e Monica del XVII - XVIII secolo. All'interno della chiesa vi sono inoltre affreschi del colligiano Giovanni Maria Tolosani (XVI secolo). Sopra l'altare maggiore si trova l'affresco con la Madonna delle Grazie del XVII secolo.
Tra la chiesa e la canonica si trova il semplice ma elegante chiostro rinascimentale in cotto, in seguito rimaneggiato.